# ヨハン・オラフ・コス
ヨハン・オラフ・コス（Johann Olav Koss、1968年10月29日 - ）は、ノルウェーのブスケルー県ドランメン出身の元スピードスケート選手。後に指導者となり、1990年代前半に国際大会で活躍した。愛称はコス・ザ・ボス (Koss the Boss) 。

## プロフィール
コスは1987年にノルウェーのジュニアチャンピオンとなったが、1986年と1987年の世界ジュニア選手権では世界のトップ選手と競うことが出来なかった。
1988年の世界オールラウンドスピードスケート選手権（アルマトイ・メデオ）に初出場したが予選で敗退した。
翌1989年地元オスロで開催された世界オールラウンド選手権では1500mで2位となり総合8位になった。1990年の同大会で初優勝すると1991年に連覇を果たした。
1992年アルベールビルオリンピックでは脾臓の炎症の手術を受けて5日後に5000mで7位、その3日後1500mでは金メダルを獲得、さらに10000mで銀メダルを獲得した。
1994年、コスは自国開催のリレハンメルオリンピックにおいて出場した1500m、5000m、10000mですべて世界新記録を出して3冠、スケート人生の有終の美を飾った。同年、スポーツイラストレイテッド誌選定の年間最優秀選手にボニー・ブレアとともに選ばれた。
現役引退後はオーストラリアのクイーンズランド大学で学び、後にユニセフ大使となったほか1998年から2002年まで国際オリンピック委員会のメンバーを務めた。
コスは現在、カナダに本拠を置く国際人道機関Right To PlayのCEOを務めている。Right To Playはスポーツを通して世界の恵まれない子供たちを支援する活動を行っており64人のスタッフと90人のボランティアが働いている。
2009年11月、コスはノルウェーナショナルチームのピーター・ミューラーヘッドコーチが舌禍問題で解任された後を受け、指導歴が無いのにもかかわらずヘッドコーチに就任した。

## 記録

### 世界記録
| 距離   | タイム     | 場所             | 日付          |
| ------ | ---------- | ---------------- | ------------- |
| 3000m  | 3分57秒52  | ヘーレンフェーン | 1990年3月13日 |
| 5000m  | 6分41秒73  | ヘーレンフェーン | 1991年2月9日  |
| 10000m | 13分43秒54 | ヘーレンフェーン | 1991年2月10日 |
| 総合   | 157.396    | ヘーレンフェーン | 1991年2月26日 |
| 5000m  | 6分38秒77  | ヘーレンフェーン | 1993年1月22日 |
| 5000m  | 6分36秒57  | ヘーレンフェーン | 1993年3月13日 |
| 5000m  | 6分35秒53  | ハーマル         | 1993年12月4日 |
| 5000m  | 6分34秒96  | ハーマル         | 1994年2月13日 |
| 1500m  | 1分51秒29  | ハーマル         | 1994年2月16日 |
| 10000m | 13分30秒55 | ハーマル         | 1994年2月20日 |

### 自己ベスト
| 距離   | タイム     | 場所             | 日付          | 世界記録   |
| ------ | ---------- | ---------------- | ------------- | ---------- |
| 500m   | 37秒98     | ハーマル         | 1994年1月7日  | 35秒92     |
| 1000m  | 1分14秒90  | ハーマル         | 1993年1月10日 | 1分12秒58  |
| 1500m  | 1分51秒29  | ハーマル         | 1994年2月16日 | 1分51秒60  |
| 3000m  | 3分57秒52  | ヘーレンフェーン | 1990年3月13日 | 3分59秒27  |
| 5000m  | 6分34秒96  | ハーマル         | 1994年2月13日 | 6分35秒53  |
| 10000m | 13分30秒55 | ハーマル         | 1994年2月20日 | 13分43秒54 |
| 総合   | 157.257    | ハーマル         | 1994年1月9日  | 156.882    |